# Ralf Böhme (Grafiker)
Ralf Böhme, genannt „Rabe“, (* 1956 in Plauen) ist ein deutscher Grafiker und Karikaturist. 

## Leben
Seine ersten Cartoons wurden 1977 in der Tageszeitung Freies Wort veröffentlicht. In einigen Thüringer Tageszeitungen erscheinen die Karikaturen täglich unter der Rubrik „Rabe zum Tage“. Seine Karikaturen erschienen außerdem im Eulenspiegel, in Tomus fröhlichem Wörterbuch, in einigen Heyne-Mini-Ausgaben und in den Versebüchern von Volker Henning. Rabe-Karikaturen wurden vom Berliner Kurier im Jahr 2013 als Cartoon des Tages genutzt. Er nimmt an internationalen Ausstellungen in ganz Europa teil. Seine Karikaturen waren schon zu DDR-Zeiten in China, Japan und dem Iran ausgestellt. Er lebt und arbeitet in Bad Liebenstein.